# Rhodostrophia languida
Rhodostrophia languida är en fjärilsart som beskrevs av Franz Dannehl 1927. Rhodostrophia languida ingår i släktet Rhodostrophia och familjen mätare. Inga underarter finns listade.